# Hack-a-Shaq
Hack-a-Shaq (algo como "ataque ao Shaq", em tradução livre) é uma terminologia usada no basquetebol, mais especificamente na NBA, para designar as faltas propositais que mandam jogadores com aproveitamentos pífios para a linha do lance livre.
Esse termo foi cunhado no início dos anos 2000, quando o técnico do San Antonio Spurs, Gregg Popovich, usou esta estratégia em Shaquille O'Neal, que tinha um pífio aproveitamento nos lances livres, por acreditar que desta forma seu time teria mais chances de vencer a partida. Ele se utilizou deste artifício pois precisava que sua equipe, que estava perdendo o jogo, recuperasse a bola rapidamente e, ao mesmo tempo, evitasse que o adversário marcasse pontos. Apesar de o termo usar a palavra "Shaq" em referência ao Shaquille O'Neal, ela pode ganhar a alcunha de quaisquer jogadores que sofrem com esta tática, como "Hack-a-Howard", por exemplo.
Esta estratégia pouco esportiva acabou gerando muitas críticas, e isso fez com que a NBA optasse por mudar a regra relacionada a faltas propositais em algumas ocasiões.

## Histórico

### Wilt Chamberlaine a regra "off-the-ball foul"
Nas primeiras regras da NBA, se um jogador fizesse falta em um adversário que estava sem a bola, sua equipe seria punida com uma falta, e a equipe adversária teria direito a dois lances livres cobrado pelo jogador que sofreu a falta.
Essa regra fez com que Wilt Chamberlain sofresse com seus adversários. Apesar de ele ser um dos maiores da história do basquetebol, ele tinha um aproveitamento de apenas 51% em lances livres. Assim, nos finais dos jogos, todos os atletas do time adversário iam em cima de Wilt para cometer nele a falta, mesmo sem a bola estar com ele.
Em uma partida realizada no ano de 1962, por exemplo, Wilt Chamberlain arremessou incriveis 34 lances livres numa partida, recorde até então. 
Como o caso acabou se tornando recorrente, tendo como vítima sempre o Wilt Chamberlain, a NBA determinou que se faltas acontecessem em jogadores sem bola durante os dois minutos finais de jogo, o time que sofreu a falta seria beneficiada, além dos dois lances cobrados por quem esse time quisesse, com a posse de bola novamente, tornando assim a falta inútil.

### Inovação deDon Nelson
A mudança na regra gerou o fim das faltas intencionais nos finais dos jogos, mas ainda não resolveu o problema no restante do jogo. 
Tendo isso em mente, o técnico Don Nelson, na época do Dallas Mavericks, se utilizou desta artimanha em Dennis Rodman. Essa foi a maneira que ele encontrou para parar o fantástico time do Bulls dos anos 90. A estratégia de Don Nelson consistia em visar um jogador com uma má porcentagem de lances livres desde o primeiro segundo do jogo, reduzindo o poderio ofensivo do adversário fazendo faltas neste jogador ao invés de permitir a construção de uma jogada de ataque.
Na época, esta tática não deu muito certo pois aquele fantástico time do Bulls não era focado apenas em Dennis Rodman, e o coletivo se sobressaia. O técnico do Bulls não punha Rodman para jogar, e sua equipe acabava ganhando.
No início dos anos 2000, o técnico do San Antonio Spurs, Gregg Popovich, usou esta estratégia em Shaquille O'Neal, já que a equipe em que o Shaq jogava, tinha uma estratégia de jogo especial voltada para favorecer o jogo individual de O'Neal. A coisa foi meio escandalosa. As faltas propositais em O'Neal aconteciam a qualquer instante, e não somente no final dos jogos. Na época, Popovich foi colocado na berlinda e a NBA cogitou algum tipo de punição ou a criação de alguma regra que pudesse coibir aquilo. Foi então que esta tática ganhou esta alcunha.
A partir de então muitos jogadores, além do Shaquille O'Neal, passaram a sofrer com esta artimanha, como Dwight Howard, DeAndre Jordan e Andre Drummond.
A recorrência desta tática fez com que na temporada 2011/12, Dwight Howard tivesse que arremessar 39 lances livres em um jogo do Orlando Magic contra o Golden State Warriors. Este número superou os 34 lances livres de Wilt Chamberlain em 1962, e passou a ser o novo recorde na história da NBA
No dia 20 de janeiro de 2016, o pivô Andre Drummond (38,5% de acertos em lances livres) do Detroit Pistons estabeleceu um novo recorde de mais arremessos livres errados numa única partida da NBA: dos 36 arremessos que ele fez, ele acertou apenas 13, superando os 22 erros de Wilt Chamberlain em dezembro de 1967. Drummond sofreu 12 faltas seguidas no terceiro período, sendo cinco delas cometidas por K.J. McDaniels em apenas nove segundos.
Por ter se tornado novamente recorrente, esta estratégia pouco esportiva acabou gerando muitas críticas, e a NBA passou a pensar em modificar as regras para prejudicar a equipe infratora.

### Novas Regras a partir da temporada 2016/17
Após receber uma enxurrada de críticas, a NBA modificou a regra relacionada a faltas propositais a partir da temporada 2016/17.
As novas regras são:
- As faltas propositais longe da bola resultarão em um lance livre e posse de bola para o time que sofrer a infração nos últimos dois minutos de cada quarto e prorrogação[2];
- Para situações em que a bola tem que ser colocada em jogo, uma falta defensiva que ocorra em qualquer momento antes da bola ser lançada para o receptor do passe (incluindo uma ação "legítima" ou "natural" como um defensor tentar escapar de um bloqueio) será administrada da mesma forma como uma falta longe da bola cometida durante os dois minutos de um período (um lance livre e posse de bola)[2];
- As regras de falta flagrante serão usadas para proteger contra qualquer falta deliberada perigoso ou com uso de força excessiva. Em particular, será considerada falta flagrante se um jogador pular nas costas do outro para cometer a infração. Antes, essas faltas eram sujeitas a serem consideradas flagrantes, mas não automáticas[2].

### Críticas ao ‘Hack-a-Shaq’
Os que são contra esta tática do ‘Hack-a-Shaq’ dizem que se trata de uma artimanha suja e anti-desportiva.
O próprio Gregg Popovich, grande adepto desta tática, já admitiu que não gosta do artifício, chegando a chamar de "estratégia repugnante" e que "odeia" aplicá-la, já que "interrompe o ritmo de jogo e ninguém gosta".
Além disso, por paralisar constantemente o jogo, torna o jogo chato de assistir.
Já os que defendem o ‘Hack-a-Shaq’, e por isso são contra as mudanças nas regras, dizem que os jogadores são profissionais, e devem treinar mais para aperfeiçoar este fundamento. Gustavo Faldon, colunista da ESPN, por exemplo, diz: "Lance livre é treino. Um jogador profissional de basquete, que ganha milhões por isso, precisa fazer um papel minimamente aceitável em um dos fundamentos do basquete. Premiar a incompetência com a mudança de regra pode não ser um bom negócio e pode deixar os atletas com esse problema sem perseverança de melhorar. Claro, é chato quando o jogo fica parado com o ‘Hack-a-player’. Mas que esses jogadores treinem, busquem métodos, mudem de mão - como fez Tristan Thompson e deu certo - ou até arremessem por baixo, como fazia Rick Barry".

## Jogadores que já sofreram com esta artimanha
- Wilt Chamberlain
- Dennis Rodman
- Dwight Howard
- Ben Wallace
- Bruce Bowen
- DeAndre Jordan
- Andre Drummond
- Shaquile O'Neal
- Tiago Splitter

## Técnicos que notoriamente se utilizam desta tática
- Gregg Popovich[5]
- Don Nelson

- Scott Brooks